# B, la película
B, la película és una pel·lícula del 2015 dirigida per David Ilundain i protagonitzada per Pedro Casablanc i Manolo Solo. Es tracta d'un drama judicial basat en fets reals, encara que el seu guió és tan fidel a la realitat que podria estar més pròxim al documental que a la ficció.

## Sinopsi
El 15 de juliol de 2013, Luis Bárcenas (Pedro Casablanc), exgerent i extresorer del Partit Popular, és traslladat des de presó a l'Audiència Nacional per declarar davant el jutge Pablo Ruz (Manolo Solo). Mesos abans, dos diaris espanyols havien fet públic un escàndol que afectava tant a Bárcenas com al seu partit, actualment en el govern. D'una banda, s'acusava alts càrrecs del partit d'haver estat rebent sobres amb sobresous en diner negre. D'altra banda, s'afirmava que el extesorero portava una comptabilitat en B del seu partit, i es publicaven les suposades anotacions comptables que comprometien a nombrosos polítics i empresaris. L'escàndol va ser batejat per la premsa com a cas Bárcenas. Fins llavors, Bárcenas havia negat la veracitat d'aquestes publicacions; però en aquesta declaració, l'acusat decideix canviar la seva versió.
La pel·lícula es desenvolupa íntegrament en una sala del Jutjat Central d'Instrucció núm. 5 i relata la declaració de Luis Bárcenas davant el jutge, així com les seves respostes davant les preguntes dels lletrats.

## Repartiment
- Pedro Casablanc - Luis Bárcenas
- Manolo Solo - Pablo Ruz
- Pedro Civera - Javier Gómez de Liaño
- Eduardo Recabarren - Gonzalo Boye
- Patxi Freytez - Enrique Santiago
- Celia Castro - María Dolores Márquez de Prado
- Enric Benavent - José Mariano Benítez de Lugo
- Ramón Ibarra Robles - Miguel Durán
- Jorge Pobes - Oficial

## Producció

### Guió
El guió és una adaptació de Jordi Casanovas per a una obra teatral dirigida per Alberto San Juan i protagonitzada pels mateixos actors que la pel·lícula, en els seus respectius papers. Per a escriure’l, el guionista va partir de la transcripció literal del text de la compareixença, va delimitar la seva durada i va canviar l'ordre d'alguns fragments, però mantenint el text íntegre.

### Financiació
El director assegura que per a aquesta, la seva òpera prima, no va rebre subvencions de cap televisió. No obstant això, a través d'una campanya de micromecenatge (micromecenatge) en la qual van participar 597 persones va aconseguir recaptar prop de 56.000 €.

## Recepció
Després d'una preestrena a Pamplona (ciutat de naixement del director), la pel·lícula es va estrenar oficialment a Espanya el 18 de setembre de 2015. No va tenir gran acceptació per part de les sales, arribant a distribuir-se solament 16 còpies de B, la película en tot el país la primera setmana, aconseguint 40 en total. No obstant això, malgrat tractar un tema polèmic a podria afectar el partit en el govern, Ilundáin va aclarir que ni ell ni les sales havien rebut pressions ni amenaces per a frenar el projecte. No obstant això, alguns mitjans van abocar l'acusació sobre la televisió pública estatal TVE d'intentar ometre en els seus informatius la notícia de l'estrena de la pel·lícula. Segons aquestes informacions, que la cadena va negar, només la pressió del Consell d'Informatius de TVE va aconseguir a última hora evitar la «censura».
El 3 d'octubre de 2015, B, la película es va estrenar a França dins de Cinespaña, festival de cinema espanyol de Tolosa de Llenguadoc.

### Crítica
La pel·lícula va rebre crítiques positives, lloant Pedro Casablanc i Manolo Solo per les seves respectives interpretacions. Javier Cortijo, a Cinemanía, descriu la pel·lícula com «un tour de force àrid però intens, cinematogràficament auster però democràticament frondós i ric en detalls». El País ressalta especialment «la desbordada expressivitat de Pedro Casablanc (Bárcenas) i la tibant contenció de Manolo Només (Ruz), foc i gel en un pols dialèctic que funciona com a punta d'iceberg d'un patològic estat de la qüestió». La revista Metrópoli destaca el duel entre tots dos: «Pedro Casablanc ho broda com Bárcenas en clavar el seu cinisme, menyspreu, ressentiment i resignació, enfront de Manuel Solo, com el jutge Ruz, a l'altura de les circumstàncies».

## Palmarès
XXX Premis Goya
| Categoria                                     | Nominats        | Resultat |
| --------------------------------------------- | --------------- | -------- |
| Millor interpretació masculina protagonista   | Pedro Casablanc | Nominat  |
| Millor interpretació masculina de repartiment | Manolo Solo     | Nominat  |
| Millor guió adaptat                           | David Ilundain  | Nominat  |

3a edició dels Premis Feroz
| Categoria                 | Persona              | Resultat   |
| ------------------------- | -------------------- | ---------- |
| Millor actor protagonista | Pedro Casablanc      | Nominat    |
| Premi Feroz Especial      | Premi Feroz Especial | Guanyadora |

21a edició Premi Cinematogràfic José María Forqué
| Categoria                      | Nominats        | Resultat |
| ------------------------------ | --------------- | -------- |
| Millor interpretació masculina | Pedro Casablanc | Nominat  |

71a edició dels premis del Cercle d'Escriptors Cinematogràfics
| Categoria              | Nominats        | Resultat |
| ---------------------- | --------------- | -------- |
| Millor actor           | Pedro Casablanc | Nominat  |
| Millor actor secundari | Manolo Solo     | Nominat  |
| Millor guió adaptat    | David Ilundain  | Nominat  |

60è edició dels Premis Sant Jordi
| Categoria             | Persona         | Resultat  |
| --------------------- | --------------- | --------- |
| Millor actor espanyol | Pedro Casablanc | Guanyador |

Premi ASECAN 2016 (Associació d'Escriptores i Escriptors Cinematogràfics d'Andalusia)
| Categoria                                            | Nominats                                             | Resultat   |
| ---------------------------------------------------- | ---------------------------------------------------- | ---------- |
| Millor pel·lícula espanyola sense producció andalusa | Millor pel·lícula espanyola sense producció andalusa | Nominada   |
| Millor interpretació masculina                       | Pedro Casablanc Manolo Solo (nominació conjunta)     | Guanyadors |